# Eupithecia sidemii
Eupithecia sidemii là một loài bướm đêm trong họ Geometridae.